# Carrer de Sant Joan (Agramunt)
El Carrer de Sant Joan és una via pública del municipi d'Agramunt (Urgell) inclosa en l'Inventari del Patrimoni Arquitectònic de Catalunya.

## Descripció
El carrer de Sant Joan d'Agramunt està situat al nucli antic de la població el qual travessa la pl. de L'església on hi ha ubicats la Casa de la Vila i l'Església de Santa Maria d'Agramunt. És un carrer molt caracteritzat sobretot per les seves arcades a banda i banda de la via. Aquesta via central, enllosada i de poca amplada és flanquejada per dos amplis passos coberts amb unes obertures en forma d'arc de mig punt. Les seves cobertes són a base d'amples bigues de formigó arrebossats de blanc. Per la banda exterior d'aquests passos coberts s'hi aprecien el seguit d'arcades, les quals estan suportades per un massís pilar quadrangular fet per maons de pedra. L'arcada no aporta cap mena de decoració solament l'arrebossat blanc que tapa el ciment. Cada una d'elles no és igual, pot variar d'amplada, l'alçada o bé el material de construcció, ja que algunes estan construïdes amb petites totxanes. Per la banda interior dels passos coberts hi ha les portalades de les cases, que acostumen a ser de poca alçada o bé comerços varis a cada un dels quals queden resguardats pels porxos.
És un dels carrers més característics del centre històric d'Agramunt.